# Mixorthezia fodiens
Mixorthezia fodiens är en insektsart som först beskrevs av Alfred Giard 1897.  Mixorthezia fodiens ingår i släktet Mixorthezia och familjen vaxsköldlöss.
Artens utbredningsområde är Guadeloupe. Inga underarter finns listade i Catalogue of Life.